# Sicherita
La sicherita és un mineral de la classe dels sulfurs. Rep el nom per Valentin Sicher (1925-2017), qui durant més de 50 anys va ser un membre actiu i col·laborador financer dels diferents sindicats que operen la pedrera de Lengenbach per a estudis científics i producció d’espècimens.

## Característiques
La sicherita és una sulfosal de fórmula química TlAg₂(As,Sb)₃S₆. Va ser aprovada com a espècie vàlida per l'Associació Mineralògica Internacional l'any 1997. Cristal·litza en el sistema ortoròmbic. La seva duresa a l'escala de Mohs és 3.
Segons la classificació de Nickel-Strunz, la sicherita pertany a «02.HD: Sulfosals de l'arquetip SnS, amb Tl» juntament amb els següents minerals: lorandita, weissbergita, christita, jankovicita, rebulita, imhofita, edenharterita, jentschita, hutchinsonita, bernardita i gabrielita.

## Formació i jaciments
Va ser descoberta a la pedrera Lengenbach, situada a Binn, dins el Districte de Goms (Valais, Suïssa), tractant-se de l'únic indret de tot el planeta on ha estat descrita aquesta espècie mineral.